# Carina Gunnars

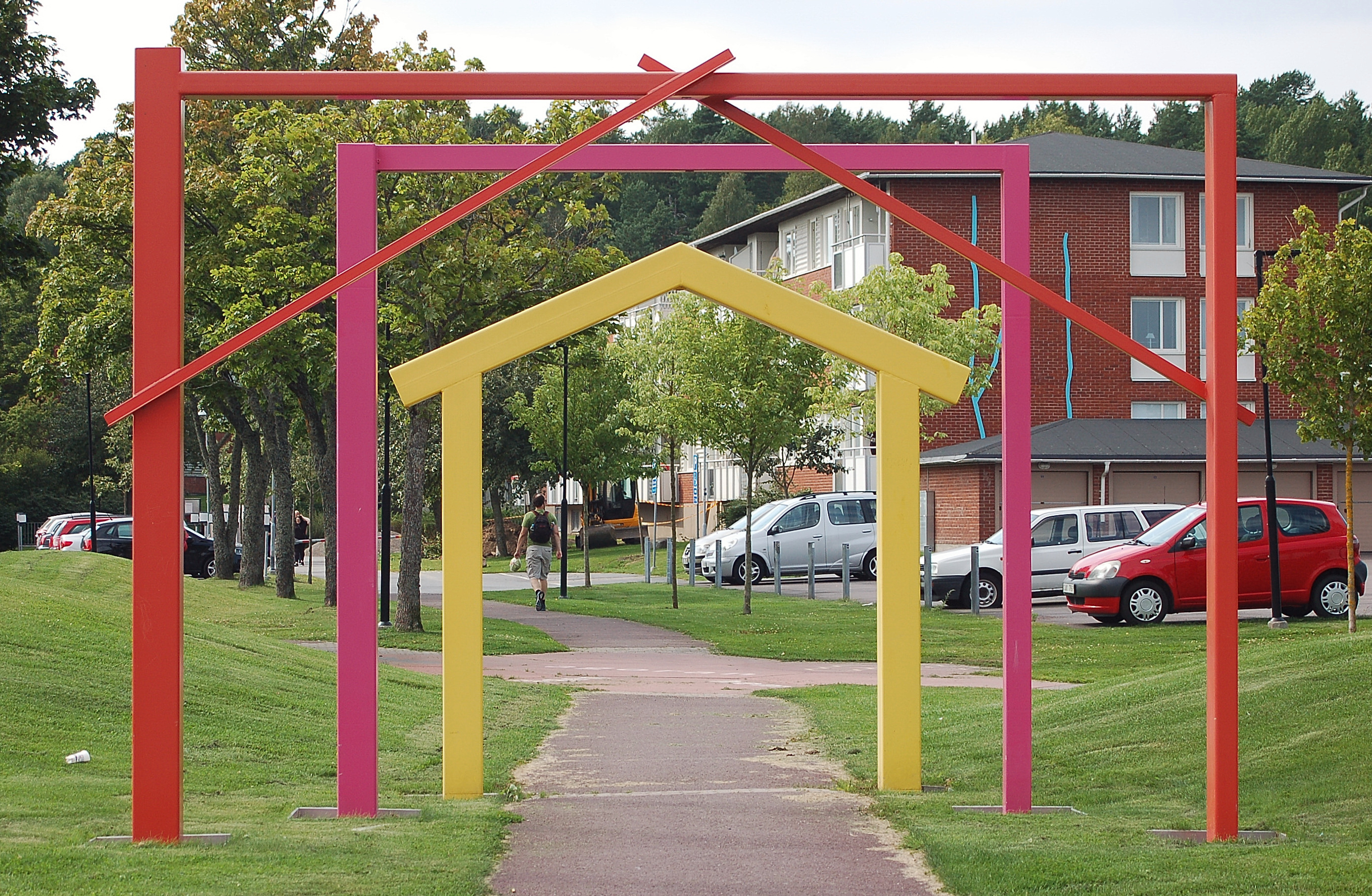
Vägen hem i på Hemvägen Karlstad.

Carina Gunnars, född 1956 i Gävle, är en svensk skulptör. 
Gunnars studerade vid Konsthögskolan i Umeå 1991–1996 och vid Konstakademin i Stockholm 2006–2008
Hon utgjorde tidigare, tillsammans med Ingrid Eriksson, Karin Johnson och Anna Kindgren, konstnärsgruppen Love and devotion och utgör nu, tillsammans med Anna Kindgren, konstnärsduon akcg som bland annat arbetat med ett socialt konstprojekt i São Paulo och en konstnärlig utsmyckning på allaktivitetshuset i Tierp.